# Piet Haazevoet
Petrus Johannes Josephus (Piet) Haazevoet (Amsterdam, 31 maart 1876 - Amsterdam, 11 september 1954) was een Amsterdams diamantbewerker, katholiek vakbondsman en politicus voor de RKSP.
Piet Haazevoet was een zoon van de aanspreker (begrafenisondernemer) Hendricus Johannes Haazevoet en Dina Maria van Hemert. Hij volgde het Meer uitgebreid lager onderwijs (m.u.l.o.) en was vanaf 1890 briljantsnijder. In 1898 zette hij zijn eerste stappen in het vakbondsleven als tweede voorzitter van het R.K. diamantbewerkersgilde Sint Eduardus. Later werd hij voorzitter van de Nederlandsche Roomsch-Katholieke Diamantbewerkersvereeniging (1901-1915), secretaris van het R.K. Vakbureau (1909-1918) en was hij betrokken bij de katholieke vakbondsbladen.
In 1908 trouwde Haazevoet met Alisa Maria Smorenburg, met wie hij twee zoons en twee dochters kreeg.
In 1918 werd Haazevoet in de Tweede Kamer der Staten-Generaal gekozen, en zei hij zijn baan als secretaris van het R.K. Vakbureau op - hij zou nog wel twee jaar bestuurslid blijven. Als Kamerlid behoorde hij tot de linkervleugel van de katholieken. Hij was lid van de Staatscommissie-Röell die de bestrijding van tuberculose onderzocht. Tijdens de termijn was hij medeoprichter van de R.K. vereniging tot bestrijding van tuberculose, Herwonnen Levenskracht. Hij zou hier van 1920 tot 1928 voorzitter van zijn. Daarnaast was hij lid van de Centrale Commissie voor de Statistiek (vanaf 1919) en voorzitter van de R.K. Bond van woningbouwverenigingen (1920-1925). Vanaf 1921 tot het faillissement in 1927 was hij directeur van de Nederlandsche Spaarverzekering voor Katholieken.
In 1922 werd hij op een onverkiesbare vijfde plaats gezet in Arnhem, Nijmegen en Utrecht, en werd dan ook niet herkozen. Enkele maanden later werd hij door de Provinciale Staten van Noord-Holland in de Eerste Kamer der Staten-Generaal gekozen. Daar hield hij zich bezig met uiteenlopende zaken zoals arbeid, volksgezondheid, koloniën, binnenlandse zaken en pensioenen. In februari 1928 verliet hij de Eerste Kamer na het faillissement van de Nederlandsche Spaarverzekering voor Katholieken, waarvan hij directeur was, en een rapport over boekhoudkundige onregelmatigheden. In 1930 werd hij veroordeeld in hoger beroep door het Gerechtshof tot twee maanden gevangenisstraf wegens verduistering en vervalsing.